# امیل زاتوپک
امیل زاتوپک (به چکی: Emil Zátopek)‏ (۱۹ سپتامبر ۱۹۲۲ – ۲۱ نوامبر ۲۰۰۰) دونده استقامت و ماراتون از اهالی چکسلواکی بود. وی در دهه چهل و پنجاه میلادی، یک پدیده در عالم ورزش محسوب می‌شد. زاتوپک نخستین دونده‌ایست که ۱۰ کیلومتر را در کمتر از ۲۹ دقیقه و ۲۰ کیلومتر را در کمتر از یک ساعت دویده‌است.
او همچنین به دلیل حضور در رخدادهای آزادی‌خواهانه بهار پراگ، خارج از میدان‌های ورزشی نیز از محبوبیت ویژه‌ای نزد مردم کشورش برخوردار بود.

## زندگی‌نامه
امیل زاتوپک در ۱۹ سپتامبر ۱۹۲۲ در شهر کپرژیونیتسه چکسلواکی به دنیا آمد. او ششمین فرزند خانواده‌ای فقیر بود و در شانزده سالگی در یک کارخانه کفش مشغول به کار شد. کارخانه محل کار او در سال ۱۹۴۰ حامی مالی برگزاری مسابقات دوی ۱۵۰۰ متر شد. زاتوپک علیرغم بی‌تجربگی در دو میدانی، در آن مسابقات شرکت کرد و به مقام دوم رسید. از آن پس زاتوپک به دویدن علاقه نشان داد. یان هالوزا به مدت دو سال به‌طور غیررسمی مربی‌گری او را به عهده داشت.

تنها چهار سال بعد در ۱۹۴۴ رکورد چک را در دوی دو هزار، سه هزار و پنج هزار متر شکست. در پایان جنگ جهانی به ارتش چک ملحق شد، جایی که زمان بیشتری برای تمرین‌های خود داشت. در سال ۱۹۴۶ برای شرکت در مسابقات قهرمانی اروپا انتخاب شد.

بازی‌های المپیک ۱۹۴۸ لندن در شرایطی برگزار شد که هنوز خرابی‌های جنگ دوم ترمیم نشده و بودجه اندکی به برگزاری بازی‌ها اختصاص داده شده بود. در این دوره ۴۱۰۰ ورزشکار از پنج قاره جهان حضور داشتند. امیل زاتوپیک در این دوره نمایشی شگفت‌انگیز از خودش نشان داد.
تنها چند ماه پس از مراجعت از لندن، در اکتبر ۱۹۴۸ زاتوپیک با دانا زاتوپیکوا (با نام اصلی اینگرووا) ازدواج کرد.
در المپیک ۱۹۵۲ زاتوپک به همراه همسرش در مسابقات شرکت کرد. این خانواده با چهار مدال طلا و ثبت چند رکورد جهانی به پراگ بازگشتند. پایان کار زاتوپک به عنوان یک دونده جهانی شاید در المپیک سال ۱۹۵۶ رقم خورد. زمانی که در دوی ماراتن در ردیف ششم به خط پایان رسید. زاتوپک ۲۲ نوامبر۲۰۰۰ در شهر پراگ درگذشت.

بر اساس زندگی امیل زاتوپک، ژان اشنوز نویسنده فرانسوی رمان «دویدن» را نوشته‌است. این رمان در سال ۲۰۰۸ از سوی انتشارات مینیویی منتشر و در همان سال برنده جایزه بزرگ ادبیات ورزشی شد.

## مسابقات

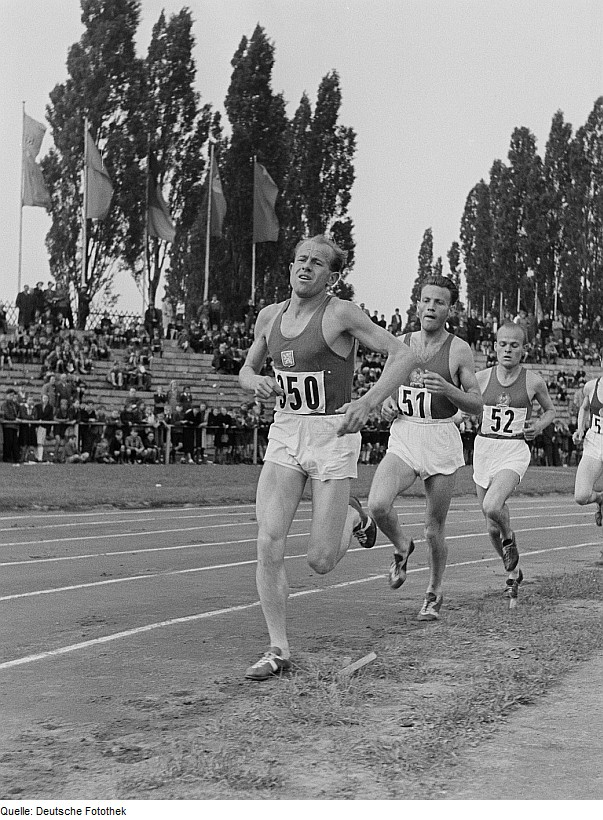

اولین مسابقه بین‌المللی او در بازی‌های المپیک تابستانی ۱۹۴۸ بود که برنده مسابقه مسافت ۱۰ کیلومتر و در مسابقه دوم یعنی در مسافت ۵ کیلومتر بعد از گاستون ریف از بلژیک دوم شد. مدال طلا و نقرهٔ او در المپیک ۱۹۴۸ لندن در شرایطی به دست آمد که او برای اولین بار در خارج از کشور خود مسابقه می‌داد.

در سال بعد نیز دو بار رکورد جهانی ۱۰ کیلومتر را شکست و سه بار نیز رکورد خود را در طول چهار فصل بعدی ارتقا داد.

زاتوپک در المپیک ۱۹۵۲ هلسینکی سه مدال طلا در سه مادهٔ ۵ هزار، ۱۰ هزار و ماراتن به دست آورد و رکورد المپیک هر سه ماده را شکست، در حالی‌که تا پیش از آن هرگز در مسابقه ماراتن شرکت نکرده بود. بدین خاطر به او لقب لوکوموتیو چک دادند.

وی در کل رکورد ۵ کیلومتر (۱۹۵۴)، ۲۰ کیلومتر (دو بار در ۱۹۵۱)، یک ساعت (دو بار در ۱۹۵۱)، ۲۵ کیلومتر (۱۹۵۲ و ۱۹۵۵)، و ۳۰ کیلومتر (۱۹۵۲) را جابجا کرد.

او موفق به کسب قهرمانی ۵ کیلومتر و ۱۰ کیلومتر در مسابقات قهرمانی ۱۹۵۰ اروپا و ۱۰ کیلومتر در مسابقات قهرمانی اروپا شد.

همسرش دانا زاتوپکوا نیز از قهرمانان پرتاب نیزه بود که در المپیک ۱۹۵۲ چند دقیقه پس از طلای امیل در ۵ هزار متر، یک مدال طلا یه دست‌آورد. او همچنین یک مدال نقره در المپیک ۱۹۶۰ رم کسب کرد.

## قهرمان ملی
در ابتدا امیل زاتوپک از فعالیت‌های دمکراتیک و اجتماعی حزب سوسیالیست حمایت می‌کرد، ولی بعد از بهار پراگ، در دوره‌ای از گسترش آزادی‌های فردی و اجتماعی در چکسلواکی، به‌دلیل حمایت از جنبش مردمی و انقلاب، دولت کمونیستی تمامی عناوین ملی را از او گرفت و به‌منظور مجازات، او را برای کار اجباری به معادن اورانیوم فرستاد. زاتوپک، کار در معادن اورانیوم را به سفیریِ اتحاد جماهیر شوروی ترجیح داد.

در کتاب «تاریخ اروپا» (نوشتهٔ سرژ برستاین و پی‌یر میلزا، ترجمه پیروز ایزدی) نوشته که بعد از سرکوب نیروهای تحول‌خواه (بهار پراگ) توسط شوروی، به «رفتگری» گمارده شد.
بعدها دولت چک به‌خاطر ستم‌هایی که دولت کمونیستی بر او تحمیل کرده بود، از او عذرخواهی کرد و به پاس آزادی‌خواهی‌اش، به او نشان و لقب «قهرمان قرن جمهوری چک» را داد.

## شیوه دویدن
زاتوپک به روش خاص و منحصر به فردش در دویدن، از قبیل حرکت سر و دست و شیوه قرارگیری سینه حین دویدن مشهور است. او موقع دویدن سر خود را به چپ و راست به‌طور نوسانی حرکت می‌داد و شانه‌هایش می‌چرخیدند. دست‌هایش می‌کوبید و صورتش گرفته به نظر می‌آمد. کسی فکر نمی‌کرد که این کارها به او کمک می‌کند تا سریع‌تر و قوی‌تر بدود اما علیرغم تمام این‌ها زاتوپک دونده‌ای موفق بود.

او همچنین تمرینات سختی مثل دویدن با پوتین سربازی یا با پوشش ماسک شیمیایی را انجام می‌داد، حتی گاهی حین دویدن همسرش را بر دوش می‌گرفت.

## نقل قول
- «گر چه پیروزی بزرگ است؛ ولی دوستی بزرگتر از همه چیز است.»[۷]
- «ماهی شنا و پرنده پرواز می‌کند، و انسان است که می‌دود.»[۸]